# Tyler Mahle
Pour les articles homonymes, voir Mahle (homonymie).
Tyler Mahle (né le 29 septembre 1994 à Newport Beach, Californie, États-Unis) est un lanceur droitier des Reds de Cincinnati de la Ligue majeure de baseball.

## Carrière
Tyler Mahle est choisi par les Reds de Cincinnati au 7e tour de sélection du repêchage amateur de 2013.
Dans une partie des ligues mineures le 22 avril 2017, Mahle lance un match parfait pour les Blue Wahoos de Pensacola dans la victoire de 1-0 de ce club-école de niveau Double-A des Reds sur les BayBears de Mobile, club mineur affilié aux Angels de Los Angeles.
Tyler Mahle fait ses débuts dans le baseball majeur le 27 août 2017 avec les Reds de Cincinnati comme lanceur partant face aux Pirates de Pittsburgh.

## Vie personnelle
Tyler Mahle est le frère du joueur de baseball Greg Mahle.